# Joan Carles Elvira i Husé
Joan Carles Elvira i Husé (Barcelona, 5 de juny de 1956 - Montserrat, 20 de novembre de 2017) va ser un monjo del Monestir de Montserrat.
Es dedicà a l'ensenyament mitjà i superior. Va entrar al noviciat el 21 de desembre del 1996 i s'ordenà sacerdot el 8 de desembre de 2006. A Montserrat va ser prior, viceprior i mestre de novicis. Es va doctorar en Filosofia, especialitzat en Ètica, va estar especialment interessat en la filosofia de Karl-Otto Apel. Va ser professor al monestir i a la Facultat de Filosofia de Catalunya de la Universitat Ramon Llull. També fou president de la Societat d'Estudis Monàstics.
Col·laborà com a voluntari durant uns anys amb Genoveva Masip, ajudant a malalts de SIDA. També va treballar a la Fundació Pere Mitjans que atén a persones amb discapacitat física, intel·lectual i sensorial.
Va morir víctima d'una malaltia neurològica.